# بادي ماتا
بادي ماتا (بالإنجليزية: Badi Mata)‏، هي إلهة هندوسية للمرض، وهي واحدة من مجموعة من سبع آلهة شقيقة لها ارتباطات مماثلة. تعبد بادي ماتا من قبل بعض القبائل في الهند، مثل: الساهاريا، والكامار. يعتقد عبادها أن غضبها يسبب معاناة الناس من الجدري. يضحي المصلون بالماعز لاسترضائها.